# انتیفا (ایالات متحده)
اَنتیفا (‎/ænˈtiːfə, ˈæntiˌfɑː/‎) (به انگلیسی: Antifa) یک جنبش سیاسی چپ‌گرا با ادعای عقاید ضد فاشیستی و ضد نژادپرستی در ایالات متحده آمریکا است. ویژگی اصلی از گروه‌های انتیفا استفادهٔ آنها از اقدام عملی است. آنها با تاکتیک‌های اعتراضی گوناگون، مانند فعالیت‌های دیجیتالی، خسارت مالی به بنگاه های اقتصادی بزرگ، خشونت فیزیکی و آزار و اذیت علیه افرادی که آنها به عنوان فاشیست، نژادپرست ، راست تندرو یا سرمایه دار می گمارند شرکت می‌کنند.  کنشگران درگیر در این جنبش تمایل دارند که ضدسرمایه‌داری باشند و وجه مشترک آن‌ها باور داشتن به ایده‌لوژی‌های چپ شامل آنارشیسم، سوسیالیسم، و کمونیسم همراه با برخی از لیبرال‌ها و سوسیال دموکرات‌ها است. تمرکز آن‌ها به طور کلی بر مبارزه با راست‌گرایی و برترپنداری نژاد سفید به شکل مستقیم و خشن و نه به وسیله ابزارهای انتخاباتی است.

## تاریخچه

نشان‌واره Antifaschistische Aktion شبکه ضد فاشیست مبارز در دهه ۱۹۳۰ آلمان که الهام بخش جنبش آنتیفا بود.

گرچه هیچ ارتباطِ سازمانی بین اعضای انتیفا وجود ندارد. اما پیشینهٔ فعالیت انتیفا در آمریکا می‌تواند به جمهوری وایمار برسد. در آن هنگام نخستین گروهی که به نام انتیفا شناخته می‌شد Antifaschistische Aktion نام داشت که در سال ۱۹۳۲ با مشارکت حزب کمونیست آلمان شکل گرفته بود.
مارک بری نویسنده کتاب آنتیفا، کتابچه راهنمای ضد فاشیست می‌گوید جنبش آنتیفای آمریکا از دهه ۱۹۸۰ (میلادی) با گروهی به نام «اقدام ضدنژادپرستی» آغاز شد و اعضای آن با فاشیست‌ها در گردهمایی‌های پانک‌ها در ایالت‌های غرب میانه آمریکا و جاهای دیگر درگیر می‌شدند. در دهه نخست سده ۲۱ (میلادی) این جنبش تقریباً خاموش بود. اما با آغاز ریاست‌جمهوری دونالد ترامپ و شدت گرفتن سیاست‌های راست تندرو یا به اصطلاح آلت‌رایت، کار خود را دوباره آغاز کردند.

## واژه‌شناسی
اگر چه از زمان آغاز فاشیسم در ایالات متحده، جنبش‌های ضد فاشیسم گوناگونی وجود داشته‌اند اما واژه انتیفا که از کاربرد زبان آلمانی اقتباس شده بود تنها در سال ۲۰۱۷ به عنوان یک اصطلاح پوششی (به انگلیسی: Umbrella Term) در زبان انگلیسی به شهرت رسید. اتحادیه ضد افترا می‌گوید که استفاده از برچسب «آنتیفا» باید محدود به کسانی باشد که فعالانه به دنبال مقابله فیزیکی با دشمنان فاشیست خود هستند و نباید شامل همهٔ معترضان شود.

## نگرش
بنیان جنبش انتیفا اقدام عملی است. اسکات کرو سازمانده آنتیف، به یک مصاحبه‌کننده گفت: «ایدهٔ انتیفا این است که ما جایی می‌رویم که آن‌ها [جناح راست] می‌روند. این سخنرانی‌های نفرت‌آمیز، استفاده از آزادی بیان نیست. اگر شما مردم را با آنچه می‌گویید و کارهایی که پشت آن‌ها انجام می‌دهید به خطر می‌اندازید پس حق آن را ندارید که این کار را بکنید. بنابراین ما برای ایجاد درگیری می‌رویم، تا آن‌ها را در جایی که هستند ببندیم. چون ما معتقدیم که نازی‌ها یا فاشیست‌ها نباید یک سخنگو داشته باشند». کتابچه راهنمای پست شده در یک ویگاه آنارشیستی با نام «It's Going Down» به کسانی که فقط می‌خواهند مبارزه کنند هشدار می‌دهد که برخورد فیزیکی و دفاع در برابر فاشیست‌ها بخشی ضروری از کار ضدفاشیست است، اما تنها یا لزوماً مهم‌ترین بخش نیست. انتیفا مخالف اقتدارگرایی در دولت آمریکا هستند.

## کنش‌ها
«اَنتیفا» یک اصطلاح پوششی برای گردهم‌آوری مجموعه‌ای از گروه‌ها، شبکه‌ها و افراد است. از آنجایی که انتیفا از گروه‌های مستقلِ جدا از هم تشکیل شده و هیچ سازمان یا عضویت رسمی‌ای وجود ندارد دانستن شمار گروه‌های فعال غیرممکن است. گروه‌های انتیفا معمولاً توسط شبکه‌های پشتیبانی همچون NYC Antifa پشتیبانی می‌شوند یا به شکل مستقل عمل می‌کنند. کنشگران معمولاً تظاهرات را از طریق رسانه‌های اجتماعی، وبگاهها، و فهرست‌های ایمیلی سازماندهی می‌کنند. بعضی کنشگران شبکه‌های همتابه‌همتایی ایجاد کردند یا از سرویس‌های رمزگذاری شده متن مانند سیگنال استفاده می‌کنند. به گفته سلان،انتیفا یک راهبرد سازمان‌دهی و نه گروهی از مردم است. هرچند شمار اعضای انتیفا مشخص نیست اما شمار اعضای جنبش پس از انتخابات ریاست جمهوری سال ۲۰۱۶ افزایش یافته است. در سال ۲۰۱۷ نزدیک به ۲۰۰ گروه در ایالات متحده با اندازه‌های متفاوت و میزان مشارکت‌های مختلف در آن حضور دارند. کنشگران انتیفا درگیر طیف وسیعی از ایدئولوژی‌ها هستند که معمولاً تمایل به چپ دارند و شامل آنارشیسم، سوسیالیسم، و کمونیسم همراه با برخی از لیبرال‌ها و سوسیال دموکرات‌ها می‌شوند.
به گفته برین لوین، مدیر مرکز مطالعات نفرت و افراط گرایی در دانشگاه ایالتی کالیفرنیا در سن برناردینو، کنشگران انتیفا در فعالیت‌های خشونت‌آمیز مشارکت می‌کنند. زیرا آنها معتقدند که نخبگان در حال کنترل دولت و رسانه‌ها هستند؛ بنابراین آنها باید بیانیه‌ای را علیه افرادی که آنها را نژادپرست می‌بینند بیان کنند. به گفته مارک بری، مورخ دانشیار کالج دارتموث که با اهداف جنبش ضدتروریست مخالف است، پیروانِ انتیفا مخالف مراجعه به پلیس برای جلوگیری از پیشرفت برترپنداری مردم سفیدپوست هستند. در عوض همان‌طور که در گردهمایی اتحاد راست‌گرایان ۲۰۱۷ در شارلوتزویل شاهد بودیم آنها از مخالفت مردم با فاشیسم پشتیبانی می‌کنند.

## زنان
زنان زیادی عضو گروه‌های آنتی‌فا هستند. اما خشونت خیابانی انتیفا باعث می‌شود زنان آنتی‌فا از حضور در این تجمع‌ها خودداری کنند. با این حال شمار زیادی از زنان در تظاهرات ضد راست افراطی در کالیفرنیا و دیگر جاهای آمریکا دستگیر شده‌اند. از دید آنها ریاست‌جمهوری دونالد ترامپ، دولتی ضد زن، ضد مهاجرت، پیشگیرنده دسترسی به بهداشت و درمان ارزان، حق سقط جنین، و حق رأی زنان است.

## تظاهرات و خشونت

### انتخابات ۲۰۱۶
گروه‌های انتیفا همراه با کنشگران بلوک سیاه از جمله کسانی بودند که به انتخابات سال ۲۰۱۶ و دونالد ترامپ اعتراض کردند.

### مایلو یینانوپولوس
آنها همچنین در اعتراضات برکلی در فوریه ۲۰۱۷ علیه مایلو یینانوپولوس، سخنگوی راست‌گرایی آلترناتیو مشارکت کردند که باعث جلب توجه بسیاری شد. رسانه‌ها گزارش دادند که آنها «کوکتل مولوتف پرتاب کردند و شیشه‌ها را شکستند» و باعث آسیب ۱۰۰٬۰۰۰ دلاری شدند.

### جورج فلوید
پس از آغاز مسالمت‌آمیز اعتراضات به کشته شدن جورج فلوید و سپس به خشونت کشیده شدن آن، دونالد ترامپ، رئیس‌جمهور ایالات متحده آمریکا این گروه را در خشونت‌ها مقصر دانست و از قرار گرفتن آن در فهرست سازمان‌های تروریستی خبر داد. دولت آمریکا گفت اعضای این گروه و آنارشیست‌ها با سفر به شهرهای مختلف، تظاهرات را به آشوب می‌کشند. مارکو روبیو، سناتور جمهوری‌خواه نیز این گروه را یکی از گروه‌های مؤثر در بروز خشونت‌ها دانست.

## واکنش‌ها
اقدامات انتیفا با انتقاداتی از جمهوری‌خواهان، دموکرات‌ها و مفسران سیاسی در رسانه‌های ایالات متحده مواجه شده‌است. نانسی پلوسی در ۲۹ اوت ۲۰۱۷ خشونت کنشگران انتیفا را در برکلی محکوم کرد. لورا اینگرم میزبان کنفرانس محافظه‌کار و همکار فاکس نیوز پیشنهاد کرد که انتیفا را به عنوان یک سازمان تروریستی معرفی کنند. نوام چامسکی آنها را «هدیه‌ای بزرگ برای [جناح] راست توصیف کرد. مایکل کازین، سردبیر دیسنت اعلام کرد: «غیرچپ‌گراها، بیشتر به عنوان یک نیروی مخرب و بی‌قانون به چپ نگاه می‌کنند. خشونت باعث می‌شود این دیدگاه تأیید شود.»
کاربران راستگرای شبکه های اجتماعی نیز انتقاداتی به آن ها وارد کرده اند از جمله اینکه وابسته به حکومت های کمونیستی مانند جمهوری خلق چین هستند و در برابر سرکوب ایغور ها در چین و اعتراضات هنگ کنگ سکوت کرده اند.